# Dolichopeza spetai
Dolichopeza spetai är en tvåvingeart som beskrevs av Günther Theischinger 1993. Dolichopeza spetai ingår i släktet Dolichopeza och familjen storharkrankar. Inga underarter finns listade i Catalogue of Life.